# Грассоббіо
Грассоббіо, Ґрассоббіо (італ. Grassobbio) — муніципалітет в Італії, у регіоні Ломбардія,  провінція Бергамо.
Грассоббіо розташоване на відстані близько 480 км на північний захід від Рима, 50 км на північний схід від Мілана, 7 км на південний схід від Бергамо.
Населення — 6437 осіб (2014).
Щорічний фестиваль відбувається 26 серпня. Покровитель — святий Алессандро.

## Демографія
Населення за роками:

Станом на 1 січня 2023 року в муніципалітеті офіційно проживало 585 іноземців з 51 країни, серед них 176 громадян країн Євросоюзу та 21 громадянин України.

## Сусідні муніципалітети
- Кавернаго
- Оріо-аль-Серіо
- Серіате
- Цаніка